# Berlino (singolo)
Berlino è un singolo del cantautore italiano Naska, pubblicato il 10 maggio 2024.

## Descrizione
Il brano ha visto la partecipazione del rapper italiano Gemitaiz.